# Bromuro di cianogeno
Il bromuro di cianogeno è un composto chimico con formula Br–C≡N. È un solido cristallino incolore dall'odore acre, non combustibile, molto volatile e solubile nell'acqua, dove idrolizza formando acido cianidrico e acido ipobromoso secondo la reazione:
BrCN + H2O → HCN + HOBr

## Caratteristiche
È un composto altamente tossico a causa sia del bromo che del cianuro, che compromettono la funzionalità del sistema nervoso attraverso meccanismi di inibizione enzimatica.
La molecola ha una struttura lineare, con il legame singolo Br–C e il triplo legame C≡N lunghi rispettivamente 178,9 e 116,0 picometri. Si tratta di una molecola polare, ma non ionizza spontaneamente in soluzione acquosa; è inoltre solubile sia in acqua che nei solventi organici.
Il bromuro di cianogeno può essere formato mediante l'ossidazione del cianuro di sodio (NaCN), in presenza di bromo sotto forma di molecola biatomica (Br2); questa reazione avviene in due tappe, con il cianogeno (N≡C–C≡N) come intermedio di reazione, a una temperatura inferiore a 20 °C:
2 NaCN + Br2 → (CN)2 + 2 NaBr,

(CN)2 + Br2 → 2 BrCN.

## Applicazioni
Il bromuro di cianogeno è utilizzato soprattutto in biochimica nel sequenziamento delle proteine, poiché è in grado di clivare selettivamente tutti i legami peptidici che seguono la presenza di una metionina; quest'ultima è un amminoacido che, reagendo con il bromuro di cianogeno, forma un iminolattone che, successivamente, viene idrolizzato in omoserina lattone per mezzo di un acido. Le proteine, decomposte in questo modo in frammenti più piccoli, possono essere quindi analizzate con varie tecniche di laboratorio, come la degradazione di Edman.